# Ali Ahamada
Ali Ahamada, född 19 augusti 1991 i Martigues, är en fransk-komorisk fotbollsmålvakt som spelar för UE Santa Coloma.

## Klubbkarriär
Ali Ahamada gjorde seniordebut den 20 februari 2011 i en match mot Rennes, där han blev inbytt mot skadade Marc Vidal. Säsongen 2010–2011 startade han åtta matcher och höll nollan i sex av dessa, bland annat mot Lens, Lyon, Bordeaux och Lorient. Ahamada började säsongen 2011–2012 som lagets förstemålvakt. Han höll nollan tio gånger på lagets första 19 matcher.
Inför säsongen 2019 skrev han på för norska Kongsvinger. Den 9 juni 2020 värvades Ahamada av Brann, där han skrev på ett halvårskontrakt. Efter att varit klubblös i över ett år skrev Ahamada i mars 2022 på för andorranska Primera Divisió-klubben UE Santa Coloma.

## Karriärstatistik
| Klubb              | Säsong             | Liga               | Liga    | Liga | Nationell cup | Nationell cup | Övrigt  | Övrigt | Totalt  | Totalt |
| Klubb              | Säsong             | Division           | Matcher | Mål  | Matcher       | Mål           | Matcher | Mål    | Matcher | Mål    |
| ------------------ | ------------------ | ------------------ | ------- | ---- | ------------- | ------------- | ------- | ------ | ------- | ------ |
| Toulouse           | 2010/2011          | Ligue 1            | 9       | 0    | 0             | 0             | —       | —      | 9       | 0      |
| Toulouse           | 2011/2012          | Ligue 1            | 38      | 0    | 1             | 0             | —       | —      | 39      | 0      |
| Toulouse           | 2012/2013          | Ligue 1            | 36      | 1    | 1             | 0             | —       | —      | 37      | 1      |
| Toulouse           | 2013/2014          | Ligue 1            | 21      | 0    | 2             | 0             | —       | —      | 23      | 0      |
| Toulouse           | 2014/2015          | Ligue 1            | 23      | 0    | 1             | 0             | —       | —      | 24      | 0      |
| Toulouse           | 2015/2016          | Ligue 1            | 6       | 0    | 3             | 0             | —       | —      | 9       | 0      |
| Toulouse           | Totalt             | Totalt             | 133     | 1    | 8             | 0             | —       | —      | 141     | 1      |
| Kayserispor        | 2015/2016          | Süper Lig          | 13      | 0    | 0             | 0             | —       | —      | 13      | 0      |
| Kayserispor        | 2016/2017          | Süper Lig          | 18      | 0    | 5             | 0             | —       | —      | 23      | 0      |
| Kayserispor        | 2017/2018          | Süper Lig          | 0       | 0    | 0             | 0             | —       | —      | 0       | 0      |
| Kayserispor        | Totalt             | Totalt             | 31      | 0    | 5             | 0             | —       | —      | 36      | 0      |
| Kongsvinger        | 2019               | 1. divisjon        | 27      | 0    | 1             | 0             | 2       | 0      | 30      | 0      |
| Brann              | 2020               | Eliteserien        | 10      | 0    | 0             | 0             | —       | —      | 10      | 0      |
| UE Santa Coloma    | 2021/2022          | Primera Divisió    | 7       | 0    | 0             | 0             | —       | —      | 7       | 0      |
| Totalt i karriären | Totalt i karriären | Totalt i karriären | 208     | 1    | 14            | 0             | 2       | 0      | 224     | 1      |

1. ↑  Kvalmatcher